# 무함마드 할릴 젠두비
무함마드 할릴 젠두비(아랍어: محمد خليل الجندوبي,‎ 2002년 6월 1일~)는 튀니지의 태권도 선수이다. 2020년 하계 올림픽과 2024년 하계 올림픽-58kg급 에서 각각 은메달과 동메달을 획득했으며 세계 선수권 대회에서 동메달 1개를 획득했다.